# I fantasmi di Bedlam
I fantasmi di Bedlam (Bedlam) è una serie televisiva britannica creata da Neil Jones, Chris Parker e David Allison.

## Trama
La serie è ambientata al Bedlam Heights, un condominio di lusso che in passato era stato un istituto psichiatrico. Qui vivono alcuni inquilini tra cui Jed Harper che ha la capacità di vedere gli spiriti che infestano il condominio ed i pericoli che circondano lui e le persone a lui care. Sarà proprio Jed a dover intervenire in numerosi casi soprannaturali ed oltre a questo dovrà svolgere un'indagine difficile che riguarda il suo passato.
Oltre a Jed nel condominio vivono anche Warren e Kate Bettany, padre e figlia con un passato burrascoso alle spalle e proprietari della struttura, Ryan McAllister e Molly Lucas, una ragazza affascinata dall'esoterismo, che per questioni legate al loro passato si dovranno anche loro confrontare con le presenze che infestano l'edificio.

## Episodi
La prima stagione della serie è stata messa in onda in anteprima a partire dal 7 febbraio 2011 sulla rete televisiva britannica Sky Living e si è conclusa il 14 marzo dello stesso anno. Il 1º marzo 2011 gli autori avevano confermato di aver iniziato a scrivere la seconda stagione della serie la cui creazione venne ufficialmente annunciata il 21 dicembre 2011. La seconda stagione è stata trasmessa dal 6 giugno all'11 luglio 2012. L'11 marzo 2013 l'attore Jack Roth annunciò tramite Twitter che la serie non avrebbe avuto una terza stagione.
| Stagione         | Episodi | Prima TV UK | Prima TV Italia |
| ---------------- | ------- | ----------- | --------------- |
| Prima stagione   | 6       | 2011        | 2011            |
| Seconda stagione | 6       | 2012        | 2013            |

## Personaggi
- Jed Harper (stagione 1), interpretato da Theo James, doppiato da Andrea Mete.
Jed è un giovane sensitivo da poco dimessosi dopo diversi anni di degenza presso un istituto psichiatrico, il quanto il suo dono venne interpretato dai suoi genitori adottivi come una forma di schizofrenia, che si reca presso i Bedlam Heights per soccorrere sua cugina Kate, che per motivi non ancora del tutto chiari, corre un grave pericolo nella suddetta struttura. Essendo il condominio pesantemente infestato, e i suoi amici in costante pericolo, Jed decide di stabilirvisi e lavorarvi come tuttofare. Jed si presenta come un ragazzo altruista, sensibile e segnato dai suoi anni di terapia forzata.
- Ryan McAllister (stagione 1), interpretato da Will Young, doppiato da Paolo Vivio.
Ryan è un coinquilino di Kate, e lavora come segretario presso suo padre, che cerca di condurre una vita normale dopo la perdita del fratello minore, morto durante una bravata tra amici che gli è stata fatale. Ryan ha inoltre una sessualità ambigua: ha sporadici rapporti sessuali con Kate, ma frequenta talvolta uomini. Sviluppa fin dall'inizio un buon rapporto con Jed.
- Kate Bettany (stagioni 1-2), interpretata da Charlotte Salt, doppiata da Francesca Manicone.
Kate è la cugina acquisita di Jed, e gestisce i Bedlam Heights per conto di suo padre. È una ragazza cinica, ostile e viziata, e il suo rapporto con il cugino non è dei migliori a causa dei sue facoltà sensitive, che lei considera una sua sciocca stravaganza, ed essendo molto condizionata dalla fredda ambizione del padre, Kate tende a comportarsi nella maggior parte dei casi in maniera del tutto inopportuna e talvolta crudele verso i suoi amici, ai quali a suo modo, vuole molto bene. Kate soffre inoltre di una atipica forma di sonnambulismo, che la porta a risvegliarsi spesso in altri luoghi.
- Molly Lucas (stagione 1), interpretata da Ashley Madekwe, doppiata da Ilaria Latini.
Molly è un'altra coinquilina di Kate, nonché sua migliore amica da molti anni, che lavora saltuariamente tra un impiego e l'altro. Molly si presenta come una ragazza timida e sensibile, molto unita a Kate anche quando quest'ultima manifesta i suoi tipici modi ostili, e sembra molto affascinata da Jed.
- Warren Bettany (stagioni 1-2), interpretato da Hugo Speer, doppiato da Roberto Pedicini.
Warren è il sopraintendente dei Bedlam heights, appartenuti alla sua famiglia da molti anni, costretto spesso a far fronte ai problemi finanziari correlati alla struttura, che ha la cattiva fama di essere infestata. Warren è un uomo maniacalmente concentrato sugli affari, che all'occorrenza non si fa molti scrupoli nel raggiungere i suoi scopi, e sembra essere al corrente di molte più cose di quante non si sappiano ufficialmente su ciò che accadeva nella struttura, quando questa ancora era impiegata come istituto psichiatrico.
- Ellie Flint (stagioni 2), interpretata da Lacey Turner, doppiata da Letizia Scifoni.
Ellie è una giovane donna che faceva il paramedico, fino a quando un giorno, lo stesso in cui Jed scompare, acquisisce le sue facoltà sensitive, che le cambiano la vita a tal punto da essere costretta a lasciare il lavoro, e di conseguenza, il fidanzato, con il quale stava per sposarsi. Delle ricerche su Jed la portano successivamente ai Bedlam Heights, dove apprende della presunta morte del ragazzo, ma intuendo che c'è ben altro tra le mura dell'ex manicomio che può dare una risposta alle sue domande, decide di stabilirvisi, e di indagare sulle turbolente vicissitudini del luogo.
- Max (stagioni 2), interpretato da Jack Roth, doppiato da David Chevalier.
- Dan Mehotra (stagioni 2), interpretato da Nikesh Patel, doppiato da Simone Crisari.
- Keira (stagioni 2), interpretata da Gemma Chan, doppiata da Gemma Donati.
Keira è la nuova segretaria di Warren, con il quale ha una strana relazione. Appare come una ragazza frivola e civettuola, dotata di un mal celato opportunismo che tiene gli altri coinquilini distanti da lei.
- Joseph Bell (stagioni 1-2), interpretato da Tam Dean Burn
Apparso inizialmente come una figura umana posta di spalle con un marchio a forma di rosa dei venti con al centro una lettera B inciso dietro la testa, Joseph era un neurochirurgo che esercitava presso i Bedlam Heights ai tempi in cui questo era un ospedale psichiatrico. Egli apparteneva ad una élite segreta di dottori e affiliati (tra i quali, gli stessi membri della famiglia Bettany) che praticava sui pazienti ogni tipo di violenza possibile ed immaginabile, e che scomparve nel nulla. Tuttavia, il suo spettro sembra ancora aggirarsi per Bedlam, in cerca di qualche nuova cavia.

## Produzione
Per le riprese esterne del Bedlam Heights sono stati utilizzati due edifici: la Bangor University di Bangor in Galles e il British Muslim Heritage Centre di Manchester. Tra gli altri luoghi di ripresa troviamo anche le Victoria Baths di Chorlton-on-Medlock.